# Claymore (contre-torpilleur)
Pour les articles homonymes, voir Claymore.
La Claymore était le navire de tête de sa classe de contre-torpilleurs construits pour la marine française dans la première décennie du XXe siècle.

## Carrière
La Claymore a été commandée le 2 septembre 1903 aux Chantiers et Ateliers Augustin Normand et a été mise en chantier au Havre en 1904. Le navire a été lancé le 14 mars 1906. Après son achèvement en août 1906, il a été affecté à l’escadre de la Méditerranée. Il est transféré à l’escadrille de contre-torpilleurs de Brest (« Torpilleurs de Brest ») en septembre 1910 et est réaménagé en dragueur de mines léger pour tester le matériel de dragage de mines Ronar'ch. La Claymore est réaffectée à la 2e Escadrille de torpilleurs d’escadre (3e Escadre) en juillet 1912 et est restée avec cette unité lorsqu’elle a été réorganisée en 2e escadre légère.
Le navire resta avec la 2e flottille de contre-torpilleurs jusqu’à la mi-1915. Il est affecté à la Division des patrouilleurs de Bretagne de 1916 à 1918. La Claymore servit de navire amiral au commandant de la division détachée en mer Baltique en janvier 1920. Elle a servi dans la flottille de l’Atlantique à Brest de 1922 à 1924 et a été désarmée le 4 juin 1925. Le navire est condamné le 19 mars 1926 et est rattaché à l’École des ingénieurs mécaniciens. Ses moteurs et ses chaudières ont été retirés l’année suivante pour servir d’aides à l’entraînement, et sa coque a été vendue à la ferraille le 24 avril 1928.